# Аквози (Мачерата)
Аквози (итал. Acquosi) насеље је у Италији у округу Мачерата, региону Марке.
Према процени из 2011. у насељу је живело 113 становника. Насеље се налази на надморској висини од 471 м.